# Hoodia juttae
Hoodia juttae là một loài thực vật thuộc họ Asclepiadaceae. Đây là loài đặc hữu của Namibia. Môi trường sống tự nhiên của chúng là vùng nhiều đá và sa mạc lạnh. Chúng hiện đang bị đe dọa vì mất môi trường sống.